# Säffle Karosserifabrik

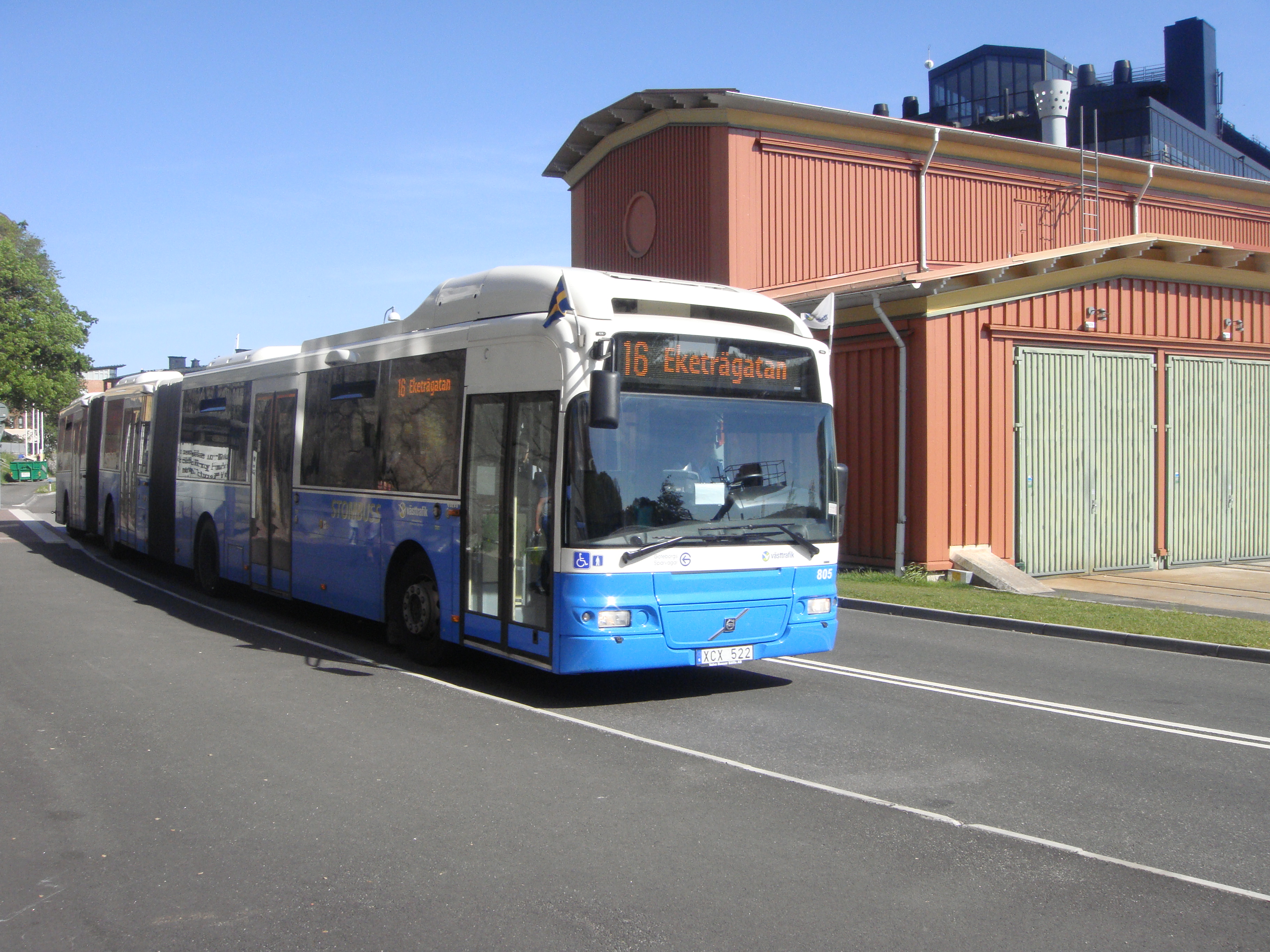
Dubbelledbuss av typ Volvo 7500 på stomlinje 16 i Göteborg, byggd 2007

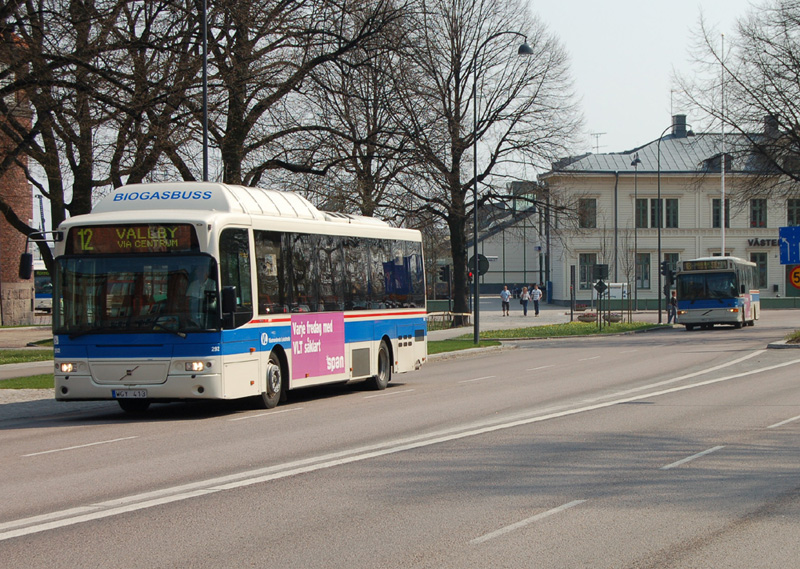
En biogasdriven Volvo 8500 från 2004 på B10BLE-chassi inom Västerås lokaltrafik. I bakgrunden skymtas en något äldre Säfflebuss på samma chassi.

Säffle Karosserifabrik AB i Säffle grundades som Höglund & Co, Säffle sedermera Säffle Karosserifabrik AB, Säffle Karosseri AB och till sist Volvo Bussar Säffle AB. Fabriken specialiserade sig på busskarosser i lättmetall, främst till Volvo.
Företaget köptes sedermera upp av AB Volvo, och ingår idag i dotterbolaget Volvo Bussar. Under slutet av 2012 tog Volvo beslutet att lägga ner all tillverkning av bussar i Säffle till sommaren 2013, för att istället satsa på den fyra gånger större Volvofabriken i Polen.

## Produkter i urval
- Säffle 2000 – Kaross i lättmetall för Volvos normalgolvs- och lågentrébussar, tillverkad mellan 1991 och 2001, ansiktslyft med ny front och nytt bakparti 1998 då den fick det inofficiella tilläggsnamnet New Look. Ersattes av Säffle 8500.
- Säffle 5000 – Kaross i lättmetall för Volvos låggolvsbussar, tillverkad mellan 1994 och 2005. Ersattes av Säffle 7500 och Volvo Carrus 7700.
- Säffle 7500 – kaross i lättmetall för Volvos låggolvsledbussar, tillverkad mellan 2005 och 2011. Ersattes av Säffle 7900.
- Säffle 7900 – Kaross i lättmetall och rostfritt stål för Volvos låggolvsbussar, tillverkad i Säffle och Wrocław (Polen) mellan 2011 och 2013, mellan 2013–2023 endast i Wrocław, och efter 2023 hos MCV i Egypten.
- Säffle 8500 – Kaross i lättmetall för Volvos normalgolvs- och lågentrébussar, tillverkad mellan 2001 och 2011, ansiktslyft 2010. Ersattes av Säffle 8900.
- Säffle 8900 – Kaross i lättmetall och rostfritt stål för Volvos normalgolvs- och lågentrébussar, tillverkad i Säffle och Wrocław mellan 2011 och 2013, senare endast i Wrocław.